# Таймыр
Таймы́р (Таймы́рский полуо́стров) — крупнейший полуостров в России, самая северная материковая часть суши Евразийского континента, расположен между Енисейским заливом Карского моря и Хатангским заливом моря Лаптевых. Площадь — 400 000 км². По характеру поверхности делится на три части: Северо-Сибирская низменность, горы Бырранга (высота до 1125 метров), тянущиеся с юго-запада на северо-восток, и равнина вдоль побережья Карского моря. Южной границей полуострова считается северный уступ Среднесибирского плоскогорья. На севере Таймыра расположен глубоко вдающийся в море полуостров Челюскин с одноимённым мысом.
Крупнейшие реки Таймыра: Пясина, Верхняя и Нижняя Таймыра, Хатанга.
Крупнейшие озёра: Таймыр, Портнягино, Кунгасалах, Лабаз, Кокора.
Крупнейшие заливы: Миддендорфа, Пясинский, Симса, Таймырский залив, Терезы Клавенес, Фаддея, Вездеходный, бухта Прончищевой.
Административно входит в состав Таймырский Долгано-Ненецкий район Красноярского края. Городов на полуострове нет, ближайшие города Дудинка и Норильск расположены к югу от полуострова.

## Этимология
Имеется несколько гипотез происхождения топонима «Таймыр». Самой распространённой является версия об эвенкийском происхождении от древнетунгусского «тамура» («ценный, дорогой, богатый») — так эвенки называли сначала реку Таймыру, изобиловавшую рыбой. В XIX веке через географа и путешественника Александра Фёдоровича Миддендорфа (1815—1894) это название распространилось на весь полуостров.
Топонимист Е. М. Поспелов отвергает эту версию, но также соотносит название массива суши с одноимённым гидронимом, восходящим к ненецкому «ямыре» или нганасанскому «дьямыре» («большая губа, залив»).

## Физико-географические сведения

### Климат
Таймырский полуостров располагается в арктической и субарктической зонах, что определяет крайнюю суровость местного климата. Для Таймыра характерна продолжительная холодная зима с температурами до −62 °C и короткое прохладное лето. Частым явлением бывает пурга, продолжающаяся иногда до нескольких недель. Практически всегда дуют сильные ветра.
На Таймырском полуострове преобладают тундровые, глеевые и арктические почвы. Территория Таймыра относится к зоне постоянной многолетней мерзлоты. Самая низкая температура на Таймыре наблюдалась в Гремяке и Имангде — −62 °C.
На крайней северной точке полуострова — мысе Челюскин — среднегодовая температура воздуха составляет −14,5 °C. Средняя температура января — −28,2 °C, июля — +1,4 °C, абсолютный минимум температуры — −48,8 °C.
В Дудинке средние температуры равны соответственно: −9,4 °C; −26,8 °C; +13,8 °C, абсолютный минимум температуры — −56,1 градусов.
В Хатанге: −12,4 °C; −31,5 °C; +12,5 °C, абсолютный минимум температуры — −59 °C.
Наибольшее количество осадков выпадает летом. Летом преобладают северные ветры, зимой — южные.
На Таймыре завершают свою жизнь многие атлантические циклоны, благодаря чему этот регион часто называют кладбищем циклонов.
По данным Росгидромета, Таймыр — одно из самых быстро «нагревающихся» мест в России вследствие глобального потепления. По состоянию на 2020 год на территории России среднегодовая температура растёт быстрее в 2,5-2,8 раза, чем в среднем на планете.

### Растительность
Для северной части Таймыра характерно почти полное отсутствие лишайниковых, малое распространение моховых тундр. Кустарники представлены здесь вороникой, брусникой, багульником, куропаточьей травой. В низинах тундры Таймыра покрыты мхом, на которых летом появляются цветковые растения, а кое-где встречаются кусты полярных ивняков. Травяной покров севера Таймыра довольно беден, однако на юге трава произрастает обильно. Встречаются хвощи, произрастают мятлик, лисохвост, полярный мак. Наиболее ценными цветами на Таймыре считаются жарки (в других районах их также называют огоньками). В южной части Таймырского полуострова растут также тундровые кустарники, состоящие из ёрника, формируемого ивняком.
Лесотундра расположена южнее типичной тундры. Древесная растительность на Таймыре заходит так далеко на север, как нигде на земном шаре, почти до 73° с. ш. (в районе реки Хатанги леса Ары-Мас и Лукунский). Долины рек бассейна реки Хатанги севернее 68° с. ш. поросли лесом, состоящим из лиственницы, ели и берёзы. Деревья достигают высоты до 20 и более метров при толщине в комле до одного метра. Хорошо приспособленная к условиям лесотундры даурская лиственница сменяет к востоку от верховий реки Пясины сибирскую лиственницу, заходя на север в виде редколесья и одиночных деревьев до 72°55’07" с. ш., а в стланиковой форме до 73°04’32" с. ш.
Деревья в лесотундре имеют угнетённый вид («криволесье»), многие деревья имеют высохшие вершины, многие как бы жмутся к земле (стланцы).
Выше 300—350 метров над уровнем моря господствует горная тундра. В лесотундре огромные площади покрыты лишайниками, в том числе ягелем, который, наряду с кустарниками, является основной пищей северных оленей.
Среди высших грибов на Таймыре можно встретить мухоморы, подберёзовики, подосиновики, маслята, грузди, сыроежки, лисички.

### Животный мир
Животный мир Таймыра представлен различными видами зверей (горностай, росомаха, соболь, песец, на морском побережье — белый медведь и др.), птиц (гуси, утки, гагары, бакланы, белые куропатки, полярные совы, соколы и др.) и рыб (сиг, осётр, хариус, таймень и др.). Здесь обитает северный олень, являющийся основой животноводческой культуры коренных народов севера, и снежный баран (чубук). В середине 70-х годов XX века на Таймыре начался эксперимент по реакклиматизации ранее обитавших здесь овцебыков (вымерших на севере Азии несколько тысяч лет назад). В 2012 году, по некоторым оценкам, в таймырской тундре насчитывалось около 8 тыс. овцебыков.
В омывающих Таймыр морях водятся тюлени (нерпа, морской заяц), моржи и киты белухи.

### Палеонтология
В 1948 году неподалёку от реки Шренк (приток реки Нижняя Таймыра) был найден скелет шерстистого мамонта, возраст которого составляет около 11 500 лет. Находка получила название «Таймырский мамонт».

## История
Таймыр, ввиду сурового климата, долгое время оставался необитаемым, но уже в эпоху позднего палеолита (45 тыс. лет назад) — во время каргинского межледниковья, соответствующего морской изотопной стадии МИС 3 — полуостров был населён людьми, о чём свидетельствует находка сопкаргинского мамонта, на скуловой кости которого учёные выявили повреждение от тяжёлого копья первобытных охотников.
В бассейн реки Хеты люди с территории Якутии пришли в V—IV тыс. до н. э. — это были пешие мезолитические охотники на северного оленя (Тагенар VI).

### Ранние керамические и металлургические культуры
В 3-м тыс. до н. э. здесь существовала керамическая байкитская культура. Эта культура происходила из Западной Сибири, и была связана с обитателями рек Подкаменной Тунгуски (приток Енисея) и Чулыма (бассейн Оби).
Во 2-м тыс. до н. э. с востока на Таймыр проникли родственные юкагирам племена ымыяхтахской культуры.
Древнее поселение Усть-Половинка находится в 100 километрах к северу от Норильска в устье реки Половинки. Оно отмечено металлургией. Медь добывалась прямо с поверхности в 50 километрах западнее Усть-Половинки. Там она была найдена на северном склоне плато Хараелах (Еловый камень) — Норильская мульда.
Уникальное многослойное поселение Пясина IV-А недалеко от Усть-Половинки привлекло внимание археологов. При раскопках этой стоянки найдены остатки ымыяхтахской и пясинской культур. В этом контексте было найдено самое раннее изделие из железа в Арктике, датированное XVIII веком до нашей эры. Найдена здесь и оловянистая бронза — самая совершенная бронза.
Время существования металлургической пясинской культуры на Таймыре по радиоуглеродным датировкам — IX—IV века до н. э.
В историческое время на юго-востоке полуострова здесь обитали тавги — самое западное племя юкагиров, ассимилированное самодийцами и вошедшее в состав нганасанов.
На основе материалов западнотаймырской стоянки Дюна III (IX—XII века) Л. П. Хлобыстиным была выделена вожпайская культура.
Нганасаны как особый самодийский этнос сложились на Таймыре во второй половине XVII — начале XVIII веков. В его состав вошли различные по происхождению племенные группы (пясидская самоядь, кураки, тидирисы, тавги и др.). На лето нганасаны на оленьих упряжках откочёвывали вглубь тундр полуострова Таймыр, к зиме ставили свои чумы на северной границе сибирской тайги.

### Великая Отечественная война
24 или 25 сентября 1944 года метеорологическая станция на мысе Стерлигова в заливе Толля (Карское море) была атакована морским десантом с немецкой подводной лодки U-711 и на короткое время занята.

### История исследования
В 1940—1941 годах экспедиция на советском гидрографическом судне «Норд» обнаружила на островах Фаддея и в заливе Симса на восточном побережье полуострова Таймыр остатки зимовья русских землепроходцев, человеческие останки и предметы начала XVII века. Среди них, помимо пищали и медного котла, были найдены монеты царя Михаила Федоровича, а также нож с буквами на старославянском. Дальнейшие исследования находок, в том числе человеческих останков, проведенные археологами во главе с А. П. Окладниковым, позволили заключить, что около 1618 года русские мореходы сумели обогнуть полуостров Таймыр, попав в море Лаптевых северным морским путём(В настоящее время эта версия подвергается сомнению рядом исследователей, все версии маршрута мореходов представлены в статье Находки в заливе Симса и островах Фаддея).
В 1956 году известный полярный исследователь и историк географических открытий М. И. Белов предложил руководителем безвестной экспедиции считать мангазейского жителя Ивана Толстоухова.
Известный голландский географ Николаас Витсен в книге «Северная и Восточная Тартария» — первом европейском труде о Сибири, изданном в 1692 году в Амстердаме, — ссылаясь на сведения, полученные от тобольского наместника А. П. Головина, сообщает, что в 1680-х годах из Туруханска вниз по Енисею «вышли в море 60 человек», чтобы оттуда направиться к Лене и «обогнуть Ледяной мыс». Никто из них назад не вернулся. Витсену было известно, что этот поход возглавлял «Иван, у которого прозвище Толстое Ухо, сын видного русского дворянина».
В вахтенном журнале бота «Оби-Почталион», плававшего у берегов Таймыра в XVIII веке, в июле 1738 года была сделана следующая запись: 

Паренаго репортовал: «написано на кресте: 7195 год. Ставил оный крест мангазейский человек Иван Толстоухов».
 Надпись на кресте означала, что Иван Толстоухов поставил его в 1687 году.
По мнению М. И. Белова, экспедиция Толстоухова, покинув зимовье Крестовское, продолжала путь на север, затем, обогнув Северо-Восточный мыс, двигалась вдоль западного берега Таймыра и в следующем году достигла Пясинского залива. В северной части залива Толстоухов соорудил зимовье и провёл там ещё одну зиму. Это зимовье обнаружил летом 1740 года Фёдор Минин, который нанёс толстоуховское зимовье на составленную им карту, которую отослал в Петербург в Адмиралтейств-коллегию.
Оказавшийся среди вещей русской экспедиции нож с надписью «Акакий Муромец» даёт основание предположить, что он принадлежал одному из тех Муромцев, которые таинственно исчезли из списков Енисейского уезда как раз в 1680-х годах, когда Иван Толстоухов двигался к северной части Таймыра. Вполне возможно, — утверждает М. И. Белов, — что Акакий Муромец шёл вместе с Толстоуховым и вместе с ним погиб на Таймыре.
Во время Великой Северной экспедиции в 1736 году Василием Прончищевым было исследовано восточное побережье полуострова от Хатангского залива до залива Фаддея. В 1739—1741 годах первое географическое исследование и описание Таймыра было сделано Харитоном Лаптевым. Он же составил и первую достаточно точную карту полуострова. В 1741 году Семён Челюскин продолжил исследование восточного побережья и в 1742 году открыл крайнюю северную точку Таймыра — мыс, получивший впоследствии его имя — мыс Челюскина. Лаптев и Челюскин исследовали полуостров на собачьих упряжках, морской путь оставался недоступен. Лишь в 1878—1879 годах экспедиция Норденшёльда смогла обогнуть полуостров с севера на корабле «Вега». В 1900—1901 годах северное побережье Таймыра исследовала экспедиция барона Толля, а в 1903 — норвежская экспедиция Нансена. В 1913 году экспедиция Бориса Вилькицкого исследовала восточное и северное побережье Таймыра и открыла пролив, отделяющий Таймыр от архипелага Северная Земля.
В июле 1843 году с несколькими спутниками А. Ф. Миддендорф добрался до реки Верхняя Таймыра и на лодке приплыл по ней в озеро Таймыр. Дальше путешественники спустились по Нижней Таймыре к Карскому морю. На Таймыре экспедиция собрала богатые геологические, ботанические, зоологические и этнографические коллекции. В честь А. Ф. Миддендорфа был назван залив на полуострове Таймыр.
Большой вклад в геологическое и топографическое исследование Таймыра внесли Н. Н. Урванцев и Никифор Бегичев.
Расположенная на полуострове бухта Лаврова названа по фамилии исследователя Хатангского залива Бориса Васильевича Лаврова (1886—1942).
В 1930-х годах свой вклад в исследование северной части полуострова внёс соратник Ивана Папанина, чувашский полярник и геодезист Константин Петров. Находясь на Таймыре, он открыл и нанёс на карту несколько новых рек и полуостровов, дав им названия на родном языке.

## Население
Городов на полуострове нет. Ближайшие города — Дудинка и Норильск — расположены южнее.
На полуострове расположены следующие населённые пункты: Диксон, Караул, Воронцово, Усть-Авам, Байкаловск, Мунгуй, Усть-Порт, а также ряд заброшенных поселений, расположенных преимущественно на западе у берегов Енисейского залива, и несколько полярных и метеорологических станций (Мыс Стерлегова, Челюскин).